# Salvador Barata Feyo
Salvador Carvão da Silva d'Eça Barata Feyo (Moçâmedes, África Oriental Portuguesa, Portugal 5 de diciembre de 1899-Lisboa, Portugal 31 de enero de 1990) fue un escultor portugués.

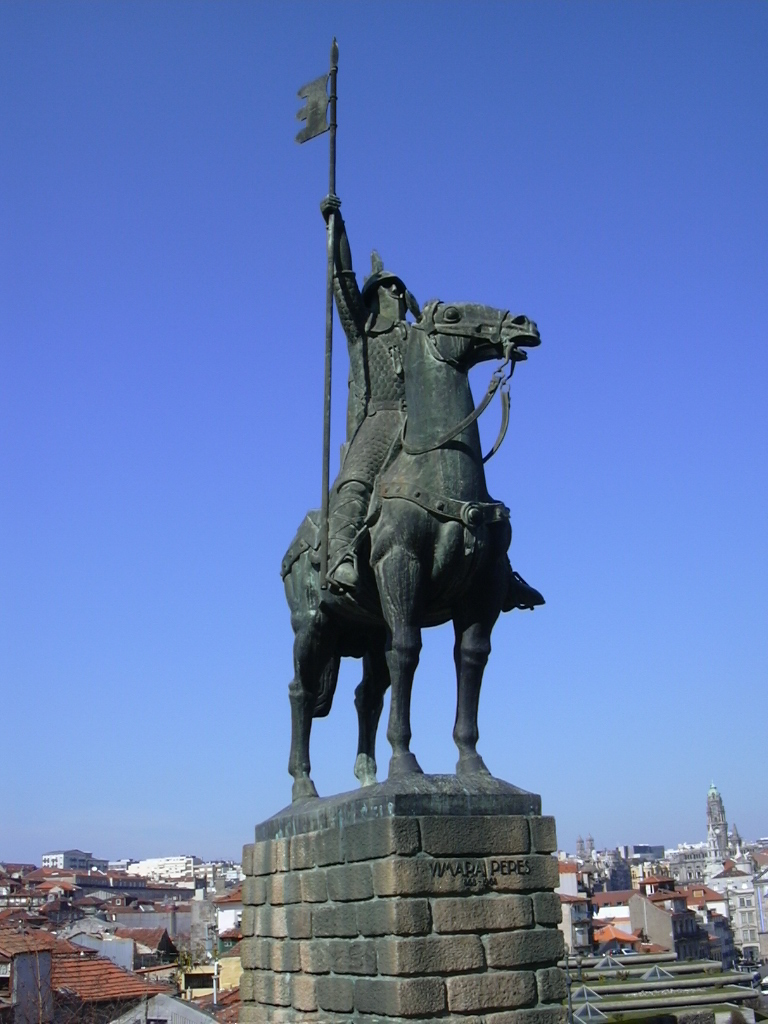
Estatua de Vímara Peres en la ciudad de Oporto
creada por Barata Feyo en 1968.

## Datos biográficos
Asistió al Colegio Militar, además del Liceo en Coímbra y en Lisboa. 
Terminó los cursos de Escultura en julio de 1929 en la Escola Superior de Belas-Artes de Lisboa, donde frecuentó, también, los cursos de Pintura y Arquitectura, respectivamente en 1923-1924 y 1924-1925. 
En 1933 estuvo en  Italia como becario del Instituto de Alta Cultura. 
En el año 1949 fijó su residencia en Oporto, donde fue profesor de la Escola Superior de Belas-Artes do Porto de 1949 a 1972. 
Entre 1950 y 1960, Barata Feyo fue Conservador Adjunto de los Museos e Palacios Nacionales y Director del Museo Nacional de Soares dos Reis.
Publicó dos libros sobre A Escultura de Alcobaça y José Tagarro y varios estudios sobre artistas portugueses en el diario O Comércio do Porto.

## Obras de Barata Feyo
Entre las mejores y más conocidas obras de Salvador Barata Feyo se incluyen las siguientes:
- Estatua de Bartolomeu Dias, 1952, Ciudad del Cabo
- Estatua de Francisco Sánchez "El Escéptico", 1954, Braga
- Monumento Almeida Garrett - monumento a Almeida Garrett, Oporto.
- Estatua ecuestre de D. João VI (duplicado de la que fue encargada para  Río de Janeiro), Praça de Gonçalves Zarco, Oporto, junio de 1966.
- Rosalía de Castro, Praça da Galiza, Oporto, setiembre de 1954.
- Estatua ecuestre de Vimara Pérez, junto a la  Catedral de Oporto, 1968.
- S. João de Brito, Iglesia de Nuestra Señora de Fátima, Oporto, 1963.
- Estatua Ecuestre de Simón Bolívar, Caracas Venezuela. 1965.
- Esculturas ornamentales en los pilares del Ponte da Arrábida.
- Estatua de Antero de Quental en el Jardim da Estrela (Lisboa), 1948.
- Estatua de Manuel de Oliveira Gomes da Costa, Braga.

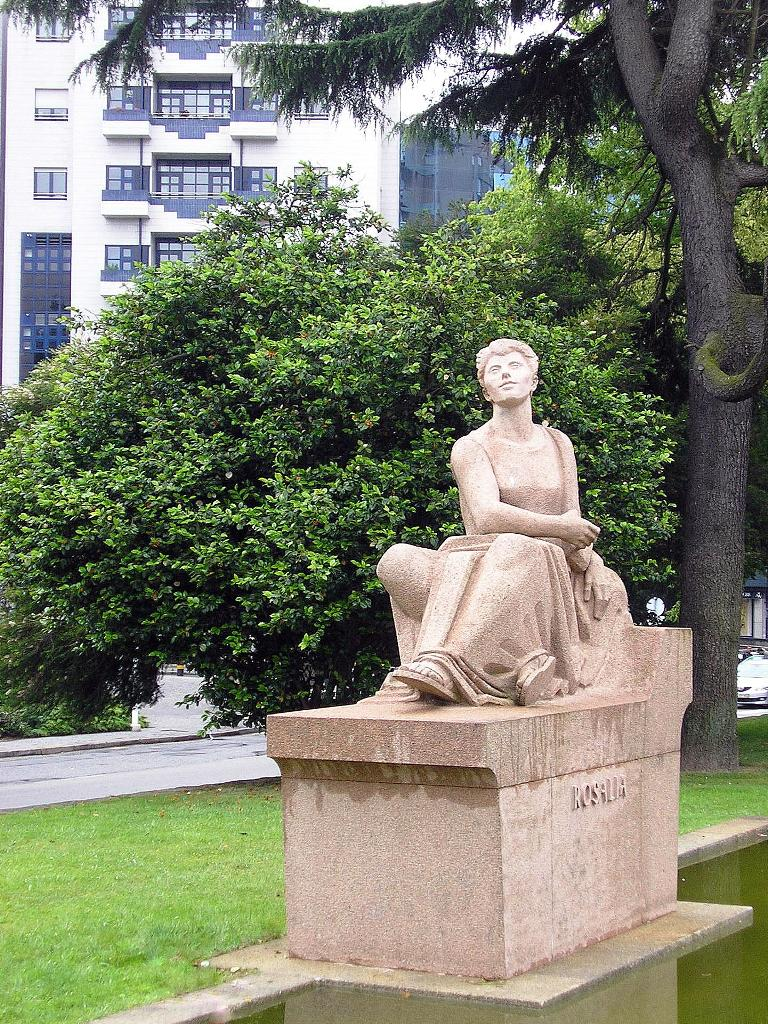
Rosalía de Castro,  Oporto, 1954.
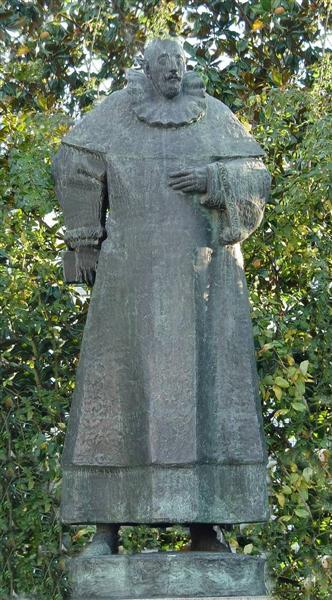
Francisco Sánchez "El Escéptico", 1954, Braga
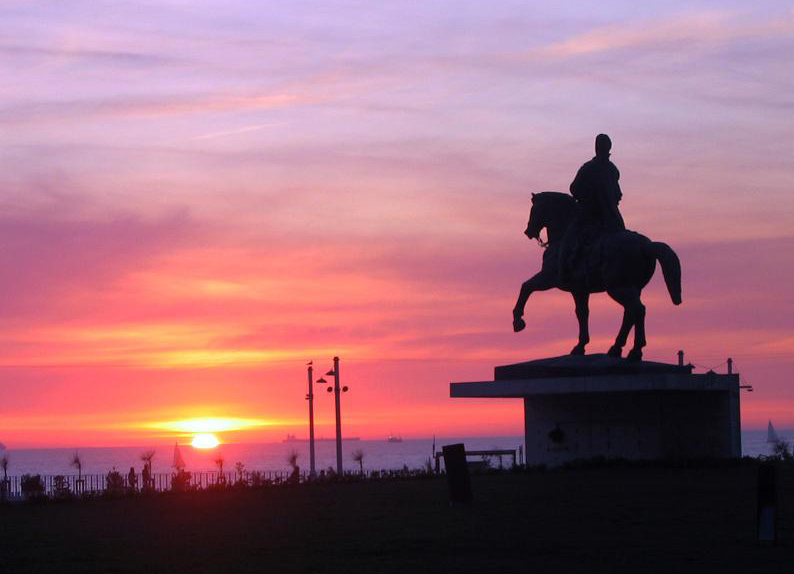
D. João VI Oporto, 1966.
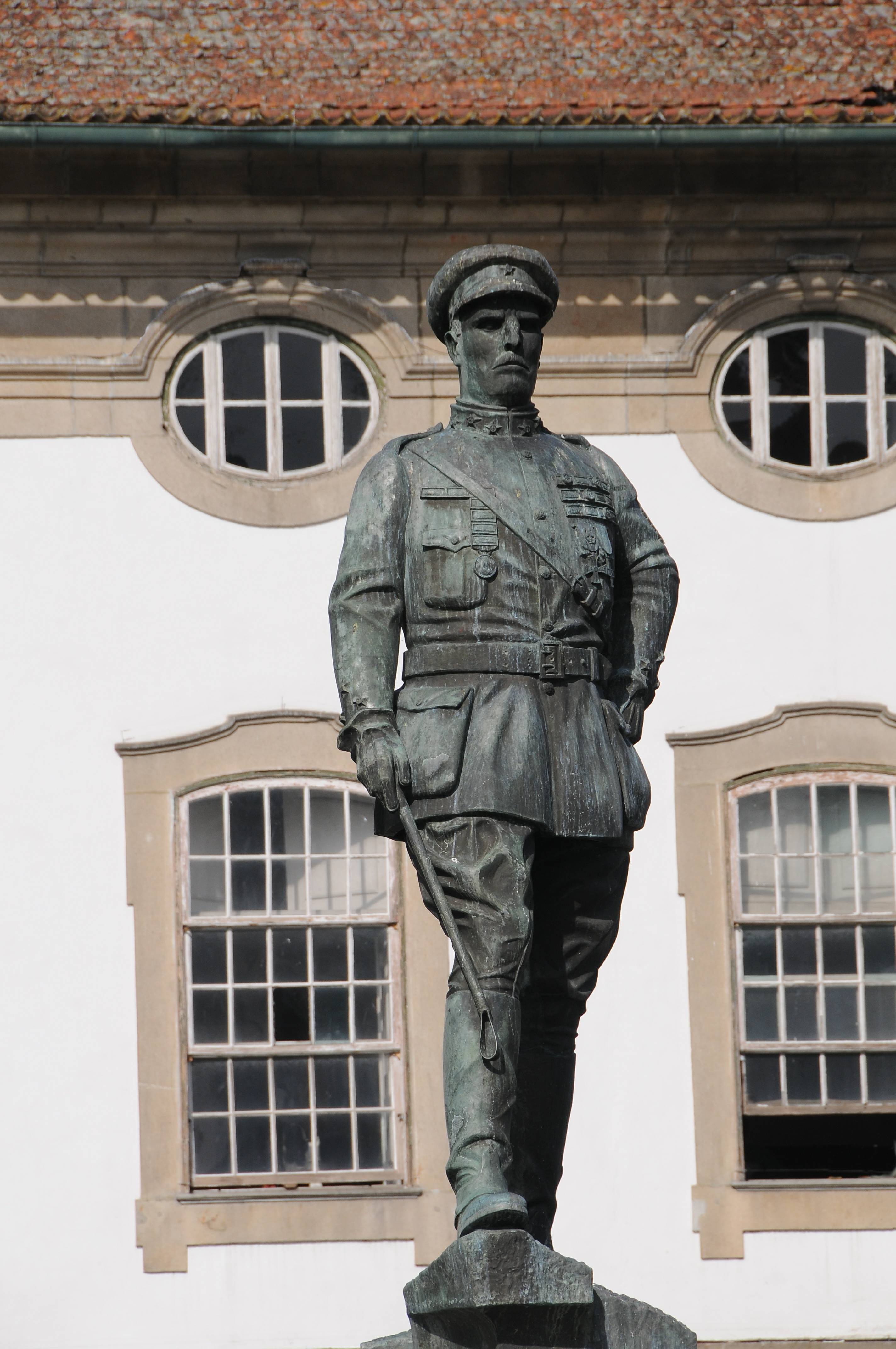
Estatua de Manuel de Oliveira Gomes da Costa, Braga
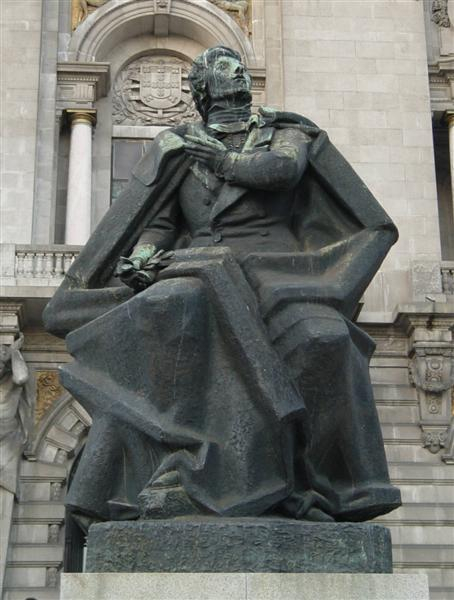
Almeida Garrett por el escultor Barata Feyo

## Premios
- 1945 y 1951, Premios el Serviço Nacional de Informações[1]

- 1957, Gran premio de la I Exposición Gulbenkian

- 1960, Premio Nacional de las Artes

## Herencia del Maestro Barata Feyo
- Casa Museu Salvador Barata Feyo, en el Centro de Artes de Caldas da Rainha.